# André Kole
André Kole (* 30. September 1936; bürg. Robert Gurtler Jr.) ist ein US-amerikanischer Zauberkünstler und Illusionist. Er gilt als Erfinder einiger magischen Effekte. Die International Magicians Society bezeichnete ihn als Inventor of the Decade (Erfinder des Jahrzehnts).
Kole nutzt seine „magischen Fähigkeiten“ auch, um Betrügereien und Fälschungen zu entlarven.
Bisher ist er in 80 Ländern weltweit aufgetreten.

## Leben
Kole wurde im Alter von sieben Jahren für die Zauberei begeistert, als er einen Auftritt von Moxo dem Magier (bürg. Mark Barker) zuschauen konnte. Als junger Mann erhielt er den Jahrespreis Al Sharpe Award wegen seiner Eigenart und Originalität bei seinen magischen Präsentationen.
Neben seinen Auftritten hat er während mehr als 20 Jahren Untersuchungen über parapsychologischer Phänomene und ungelöste Geheimnisse durchgeführt.
Kole ist ein engagierter Christ und Prediger der evangelischen Gemeinde Campus Crusade for christ international.
Koles Frau Alice Jean Gürtler, die Mutter seines Sohnes Tim, war unter dem Künstlernamen Aljeana bekannt. Sie starb im Alter von 38 Jahren an einem Gehirntumor.

## Veröffentlichungen (Auswahl)
- mit Al Janssen: Miracles or magic? Harvest House Publishers, Eugene 1987, ISBN 0-89081-579-8.
- mit Jerry MacGregor: Mind Games. Harvest House, Eugene 1998, ISBN 1-56507-826-8.
- mit Jerry MacGregor: Tricks, twists. Harvest House, Eugene 1998, ISBN 1-56507-974-4.
- mit Terry Holley: Astrology and psychic phenomena. Zondervan, Grand Rapids, Michigan 1998, ISBN 0-310-48921-0.

## Trivia
Laut seiner eigenen Webseite ist das einzige Kunststück, das er noch nicht aufgeführt hat, ein Kaninchen aus einem Hut zu ziehen. Der Grund dafür sei, dass er allergisch gegen Kaninchen ist.